# André i Jean Polak
André i Jean Polak – belgijscy architekci, synowie Michela Polaka.

## Życiorys
Andre (ur. 19 stycznia 1914 w Montreux, zm. 2 kwietnia 1988 w Hoeilaart), Jean (ur. 13 czerwca 1920 w Montreux, zm. 16 lutego 2012 w Uccle).
Synowie Michela Polaka po śmierci ojca w 1948 przejęli prowadzoną przez niego firmę architektoniczną i zaangażowali się w prace projektowe obiektów na terenie Brukseli. Budynki powstające według projektów braci Polak charakteryzowały się imponującą jakością i funkcjonalnością. Podczas przygotowań do Expo58 zrealizowali budowę zaprojektowanego przez André Waterkeyna obiektu Atomium.

## Realizacje
- Centrum nauki i badań przemysłu spożywczego i chemicznego (CERIA) w Anderlecht (1948-1956);
- Immeuble Trieste -  rue Defacqz w Brukseli (1963-1966) ;
- Przebudowa rue Neuve w Brukseli (1968-1970), (współprojekt J. Hendrickx);
- Centre Monnaie przy boulevard Jules Anspach (1967-1971, wspólnie z Groupe Structures);
- World Trade Center – w dzielnicy Nord w Brukseli (1969-1973).